# Tierras Esparsas

Mapa de los municipios que conforman la circunscripción de Tierras Esparsas

Tierras Esparsas (en euskera Lur Jareak) fue la denominación que se le dio en el siglo XVI a los territorios de la provincia de Álava, en la Corona de Castilla, que no pertenecían ni a Vitoria ni a las veinte villas medievales alavesas. A partir del siglo XVIII, se refirió a todo el territorio de la provincia excluyendo la Hermandad y Cuadrilla de Vitoria.
Desde 1987 se denomina 'Tierras Esparsas' a una de las tres circunscripciones electorales en las que se divide Álava para las elecciones a las Juntas Generales. La elección de los junteros se realiza sobre la base de tres circunscripciones electorales basadas en las cuadrillas o comarcas alavesas: cuadrilla de Vitoria, cuadrilla de Ayala y Tierras Esparsas, que agrupa las cinco cuadrillas alavesas restantes: Gorbeialdea, Llanada Alavesa, Añana, Montaña Alavesa y Rioja Alavesa. Hasta 2003 elegía 6 junteros. Desde las elecciones de 2007, Tierras Esparsas elige 7 de los 51 procuradores.

## Circunscripción electoral
La elección de los procuradores en las Juntas Generales de Álava se realiza sobre la base de 3 circunscripciones electorales basadas en las cuadrillas o comarcas alavesas: Cuadrilla de Vitoria (38 procuradores); Cuadrilla de Ayala (5 procuradores) y Tierras Esparsas, que agrupa las 5 cuadrillas restantes (7 procuradores).
Resultados electorales en la circunscripción de Tierras Esparsas
- Distribución tras las Elecciones Forales de 2019:
  - Partido Nacionalista Vasco (PNV): 3
  - Euskal Herria Bildu (EH Bildu): 2
  - Partido Popular (PP): 1
  - Partido Socialista de Euskadi-Euskadiko Ezkerra (PSE-PSOE): 1

- Distribución tras las Elecciones Forales de 2015:
  - Partido Nacionalista Vasco (PNV): 3
  - Euskal Herria Bildu (EH Bildu): 2
  - Partido Popular (PP): 1
  - Podemos: 1

- Distribución tras las Elecciones Forales de 2011:
  - Partido Nacionalista Vasco (PNV): 2
  - Bildu (EA-Alternatiba): 2
  - Partido Popular (PP): 2
  - Partido Socialista de Euskadi-Euskadiko Ezkerra (PSE-PSOE): 1

- Distribución tras las Elecciones Forales de 2007:
  - Partido Nacionalista Vasco (PNV): 3
  - Partido Popular (PP): 2
  - Acción Nacionalista Vasca (ANV): 1
  - Partido Socialista de Euskadi-Euskadiko Ezkerra (PSE-PSOE): 1